# 1948 a filmművészetben

## Események
- Laurence Olivier Hamlet című filmje lett az első angol film, ami Oscar-díjat kapott a legjobb film kategóriájában.
- január 4. – Több francia színész tiltakozik a francia filmipar amerikai filmekkel való elárasztása ellen.
- március – Az USA-ban folyó kommunistaüldözésre való reakcióként a Photoplay című újságban megjelenik Humphrey Bogart I'm no Communist című cikke.
- április 5. – Bulgária szocialista kormánya államosítja a filmipart.
- április 15. – Budapesten megalakul a Filmipari Igazgatóság, mely egyesíti a Hunnia Filmgyártó Rt-t, a Szivárvány Laboratóriumot és az Új Magyar Filmirodát.
- május 15. – Az USA Legfelsőbb Bírósága rejtett monopolizálás vétkében bűnösnek mondja ki az 5 vezető amerikai filmstúdiót.
- május 15. – az RKO Pictures stúdiót pénzügyi válsága miatt eladják Howard Hughes texasi milliárdosnak. Hughes összesen 32 millió dollárt fizet a vállalatért és annak leányvállalataiért, de a céget ő sem tudja felvirágoztatni.
- szeptember 26. – Párizsban megnyílik Henri Langlois filmmúzeuma.

## Sikerfilmek
Észak-Amerika
1. The Red Shoes – rendező Michael Powell és Pressburger Imre
2. Easter Parade – rendező Charles Walters
3. Red River – rendező Howard Hawks
4. The Three Musketeers – rendező George Sidney
5. The Paleface – rendező Norman Z. McLeod

## Magyar filmek
- Beszterce ostroma – rendező Keleti Márton
- Dunavölgyi népek barátsága – rendező Máriássy Félix
- Képek az épülő Zalából – rendező Herskó János
- A mi kis tervünk – rendező Máriássy Félix
- Munkaversennyel győz a 3 éves terv – rendező Máriássy Félix
- Peti és az iskola – rendező Szemes Mihály
- Talpalatnyi föld – rendező Bán Frigyes
- Tűz – rendező Apáthi Imre

## Filmbemutatók
- Abbott and Costello Meet Frankenstein – rendező Charles Barton
- A diadalív árnyékában – rendező Lewis Milestone
- The Fallen Idol, írta Graham Greene – rendező Carol Reed
- Szent Johanna, főszereplő Ingrid Bergman és José Ferrer
- Key Largo, főszereplő Humphrey Bogart és Lauren Bacall
- A kötél, főszereplő James Stewart – rendező Alfred Hitchcock
- Ladies of the Chorus – rendező Phil Karlson
- The Naked City – rendező Jules Dassin
- Twist Olivér – rendező David Lean
- The Paleface – rendező Norman Z. McLeod
- The Pirate – rendező Vincente Minnelli
- Scott of the Antarctic – főszereplő John Mills
- State of the Union – rendező Frank Capra
- Hamlet – rendező és főszereplő Laurence Olivier
- A Sierra Madre kincse – főszereplő Humphrey Bogart
- Biciklitolvajok – rendező Vittorio De Sica
- Ruy Blas – rendező Pierre Billon, főszereplő Danielle Darrieux és Jean Marais
- Németország a nulladik évben (Germania, anno zero)  – rendező Roberto Rossellini
- Vihar előtt (La Terra Trema) – rendező Luchino Visconti

## Rajzfilmsorozatok
- Popeye, a tengerész (1933–1957)
- Tom és Jerry (1940–1958)

## Születések
- január 14. – Carl Weathers, színész
- január 14. – T-Bone Burnett, producer
- január 16. – John Carpenter, rendező
- január 28. – Kern András, színész
- február 17. – Cserhalmi György, színész
- február 20. – Jennifer O’Neill, színésznő
- március 28. – Dianne Wiest, színésznő
- május 19. – Grace Jones, színésznő és énekesnő
- május 26. – Gálvölgyi János, színész
- június 8. – Gárdos Péter, filmrendező
- július 4. – Verebes István, színész
- július 30. – Jean Reno, színész
- augusztus 12. – Sós Mária, filmrendező († 2011)
- szeptember 2. – Oszter Sándor, színész
- szeptember 26. – Olivia Newton-John színésznő, énekesnő
- október 2. – Avery Brooks színész
- október 8. – Claude Jade, színésznő († 2006)
- október 9. – Jackson Browne, dalszövegíró
- október 11. – Ninetto Davoli, színész
- október 17. – Margot Kidder, színésznő († 2018)
- november 28. – Agnieszka Holland, rendező
- december 21. – Samuel L. Jackson, színész
- december 27. – Gérard Depardieu, színész
- december 31. – Donna Summer, énekesnő, színésznő
- december 31. – Joe Dallesandro, színész

## Halálozások
- február 11. – Szergej Mihajlovics Eisenstein, rendező.
- július 5. – Carole Landis, színésznő
- július 15. – William Selig, stúdió építő
- július 23. – D. W. Griffith, rendező